# Jean-Paul Mauric

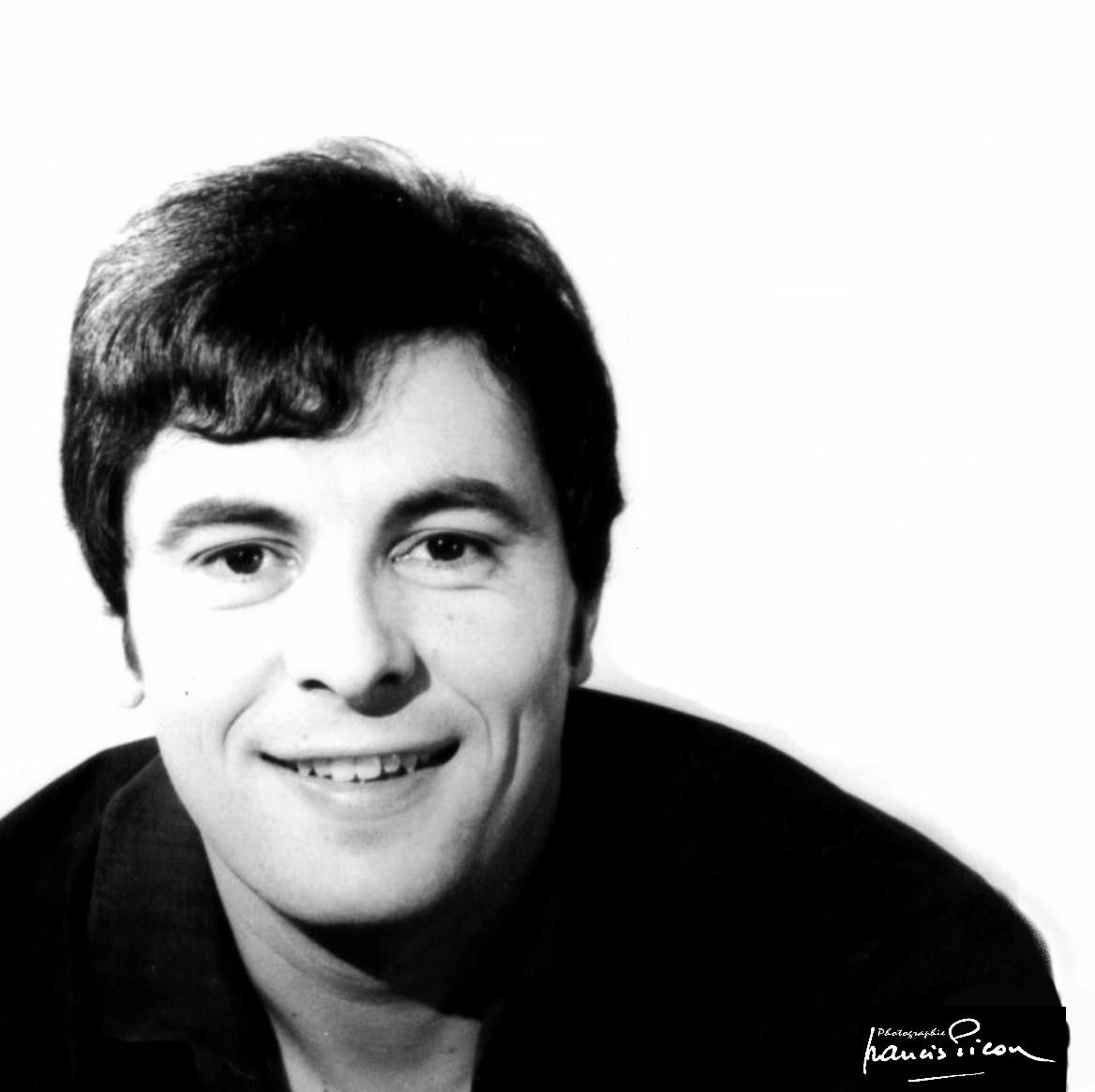
Jean-Paul Mauric

Jean-Paul Mauric (* 17. Juni 1933 in Hyères; † 5. Januar 1971 in Marseille) war ein französischer Chansonsänger.

## Leben und Wirken
Nach einem Musikstudium am Conservatoire de Toulon betätigte er sich als Orchestersänger. Im Jahre 1957 erhielt er einen Plattenvertrag, nachdem er in Paris einen Talentwettbewerb gewann.
Er wurde für den Grand Prix Eurovision de la Chanson 1961 ausgewählt und vertrat sein Land mit dem Chanson Printemps (Avril carillonne). Er erreichte den 4. Platz.
Seine Karriere wurde schlagartig durch eine Erkrankung beendet. Er starb 1971 im Alter von 37 Jahren.